# مؤشر قلبي
المؤشر القلبي أو المنسب القلبي (بالإنجليزية: Cardiac index)‏ مقياس يُعنى بحركة الدم المرتبطة بالنتاج القلبي وهو حجم الدم الذي يدفعه البطين الأيسر في الدقيقة الواحدة إلى مساحة سطح الجسم  ، وبالتالي يعكس أداء القلب نسبة إلى حجم الفرد.
وحدة القياس هي: لتر لكل دقيقة لكل متر مربع
ل/د / م^2.

## الحسابات
يحسب المؤشر القلبي عادةً باستخدام العلاقة التالية:
- المؤشر  القلبي = النتاج القلبي / مساحة سطح الجسم.

وبما أن:
النتاج القلبي = حجم الضربة * سرعة ضربات القلب
لذلك:
المؤشر  القلبي = حجم الضربة * سرعة ضربات القلب / مساحة سطح الجسم.
الرموز باللغة الإنجليزية:
{\displaystyle {\text{CI}}={\frac {\text{CO}}{\text{BSA}}}={\frac {{\text{SV}}\times {\text{HR}}}{\text{BSA}}}}
حيث:
CICardiac index, المشعر القلبي
BSABody surface area, مساحة سطح الجسم
SVStroke volume, حجم الضربة
HRHeart rate, سرعة القلب
COCardiac output, النتاج القلبي

## الأهمية السريرية
المعدل الطبيعي للمؤشر القلبي في حالة الراحة بين 2.6 إلى 4.2 لتر /د / م^2. يُقاس المؤشر القلبي ويستخدم في طب العناية المركزة والعناية الحثيثة القلبية. تكمن  أهمية  معرفة المؤشر القلبي بأنها تدل على مدى فعالية عمل القلب كمضخة، إذ أنها تدل على حجم الدم الذي يضخه القلب لمساحة سطح جسم الفرد. 
إذا قلّت قيمة المؤشر القلبي عن 2.2 لتر/دقيقة/متر مربع فهذا يدل على احتمالية إصابة المريض بصدمة قلبية.